# Franz Alois Hager von Allentsteig
Franz Alois Freiherr Hager von Altensteig (auch Franz Aloys Haager von Altensteig; * 3. September 1722; † 26. Dezember 1812) war Feldmarschallleutnant und entstammte dem alten niederösterreichischen Adelsgeschlechts der Hager von Allentsteig.

## Leben
Franz Alois war ein Sohn von Otto Sigismund Freiherr Hager von Allentsteig und dessen zweiter Ehefrau Maria Beata Franzisca Katzianer (* um 1668; † 1758), Tochter von Christoph Adam Graf Katzianer zu Piberbach, Weyer und Wolfstein und Margaretha Gräfin von Verdenberg. Franz Alois kämpfte zuerst unter Prinz Eugen von Savoyen im Spanischen Erbfolgekrieg am Rhein und dann im Venezianisch-Österreichischen Türkenkrieg in Ungarn.
Im Siebenjährigen Krieg war er schon Oberstlieutenant und General-Adjutant. 1756 bei der Schlacht bei Lobositz zeichnete er sich aus, wurde schwer verwundet und trat als Oberst aus dem aktiven Dienste.
1758 ernannte ihn Maria Theresia zum Generalmajor und Festungskommandanten von Olmütz. 1761 hat er als Kommandant von Rhadisch den Rang eines Generalfeldwachtmeisters. Kaiser Franz I. machte ihn zum Erzieher (Ajo) der fünf jüngsten Brüder: Anton, Johann, Ludwig, Rainer und Rudolph. Am 4. November 1792 wurde er zum Feldmarschallleutnant befördert.
Franz Alois war k. k. Kämmerer, Geheimer Rat und Oberst-Hofmeister des Erzherzogs Rainer. Ende 1808 erhielt er das Großkreuz des Leopold-Ordens.

## Familie
Franz Alois Freiherr ehelichte am 20. September 1753 Maria Anna Gräfin Schlick (* 1734; † 4. Dezember 1787), Tochter des Franz Heinrich Reichsgrafen von Schlik und der Maria Eleonora Gräfin von Trauttmansdorff. Das Paar hatte folgende Kinder:
- Dominica († 1827)
- Elisabeth († 1837)
- Johann (* 8. Juni 1761; † 25. Oktober 1822), k. k. Feldmarschall-Lieutenant, Divisionär in Temesvar ⚭ Maria Magdalena von Iléssy, deren Tochter die Dichterin Julie Marie Christine von Oldofredi-Hager (1813–1879) war.
- Franz (1750–1816), Beamter und Präsident der obersten Polizei- und Censur-Hofstelle, starb ledig